# Ernest Bayer
Ernest Bayer   (Filadèlfia, 27 de setembre de 1904 - Stratham, 13 de gener de 1997) fou un remer estatunidenc que va competir durant la dècada de 1920.
El 1928 va prendre part en els Jocs Olímpics d'Amsterdam, on disputà la prova del quatre sense timoner del programa de rem. Formant equip amb Charles Karle, William Miller i George Healis guanyà la medalla de plata.